# Konfuzianismus in Korea

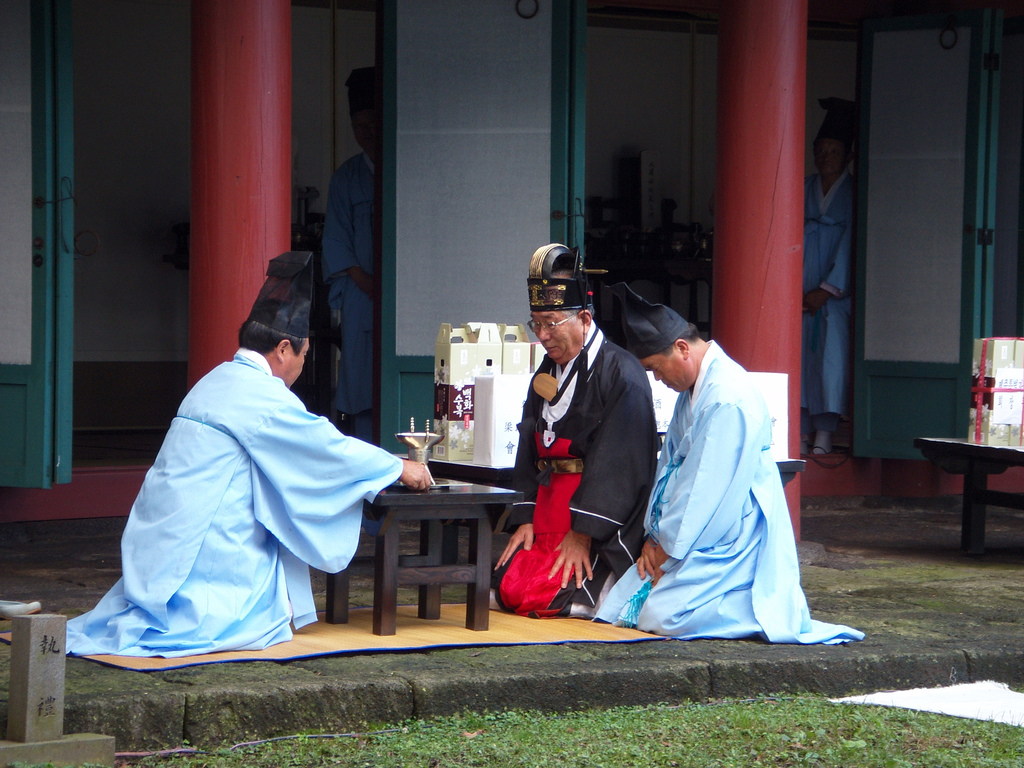
Chugyedaeje, eine rituelle Zeremonie, in Jeju, Südkorea

Konfuzianismus in Korea ist die Form des Konfuzianismus, die sich in Korea entwickelt hat. Das Datum der Einführung des Konfuzianismus in Korea ist unbekannt, verbreitete sich vermutlich über die Zeit hinweg zusammen mit den chinesischen Schriftzeichen. Der koreanische Konfuzianismus, der Werte wie gesellschaftliche Etikette, den Respekt der Kinder gegenüber ihren Eltern, die Loyalität und die Harmonie zwischen Mensch und Natur betont, hatte einen tiefgreifenden Einfluss auf die politischen Institutionen, die Gesellschaftsstruktur, die Erziehungsmethoden und die täglichen Gewohnheiten der koreanischen Halbinsel.
Die Neokonfuzianische Schule von Zhu Xi wurde erstmals 1289 durch den Gelehrten Ahn Hyang (安珦) eingeführt.

## Geschichte
Das Goguryeo-Reich wurde bereits früh von chinesischer Kultur und dem Konfuzianismus beeinflusst. Das Baekje-Königreich hingegen hat später den Konfuzianismus direkt angenommen. Dies beeinflusste die Verwaltung, die Kultur und besonders die Künste. Silla war das aufgrund ihrer geographischen Isolation das letzte der drei Reiche, das den Konfuzianismus annahm.
Unter König Seongjong fasste der Konfuzianismus in Korea endgültig Fuß. Nachdem die Universitäten einen konfuzianischen Lehrplan eingeführt hatten, fand dessen Verbreitung im ganzen Reich statt. Der König ließ im Palast einen Altar zur Ahnenverehrung errichten, die seitdem zum ständigen Hofzeremoniell gehörte. Während der Joseon-Dynastie war der Konfuzianismus die Staatsphilosophie. Die Herrscher setzten die Ideen in die Praxis um. Viele Ausbildungsstätten mit konfuzianischem Lehrplan wurden gegründet. Bis zur Zeit des Königs Sejong (1418–1450) waren alle Fächer an den Universitäten vom Konfuzianismus beeinflusst.
Die wichtigsten Anlässe für Zeremonien im koreanischen Konfuzianismus sind Volljährigkeit, Heirat, Tod (Beerdigungen) sowie der Jahrestag des Todes von Ahnen. Obwohl Konfuzianismus heute nicht mehr die offizielle Staatsphilosophie ist und ihn nur eine Minderheit nach alter Tradition praktiziert, sind die Einflüsse auch im modernen Alltag noch vorhanden.